# Битва при горі Табор
Битва біля гори Табор (фр. Bataille du Mont-Thabor) — битва, що відбулася 16 квітня 1799 року (27 жерміналю VII року) в Ездрилонській долині, біля підніжжя гори Фавор між французькою армією і військами Османської імперії (так званою «Дамаською армією»).

## Передумови
Згідно з мемуарами Наполеона, ще до початку його походу в Сирію, турецька Порта готувала проти французів дві армії: одна з них базувалася на Родосі, друга — у Дамаску.
Обидві армії чисельністю по 50 000 воїнів повинні були здійснити паралельний вихід у червні 1799 року й рухатися на Єгипет. Після вторгнення французів у Сирію плани турок змінилися: Дамаська армія повинна була перейти Йордан одразу ж після того як родоська зробить безпосередню висадку в Акрі (що було можливим, бо англійський флот після битви при Абукірі повністю панував на морі). Як наслідок, французька армія опинилася б між «молотом і ковадлом». Однак, побоюючись швидкого падіння Акри, Джаззар-паша наказав дамаському паші Абдуллі (Абдаллі), не чекаючи прибуття родоської армії, перерізати всі можливі комунікації французів з Єгиптом.
Досягнувши Йордану, армія Абдулли-паші зайняла міст Якова, авангард узяв в облогу форт Сафаді. Його син став табором на правому березі, сам Абдалла з 25 000 чоловік — на лівому березі Йордану, охороняючи брід. Генерал Мюрат виступив з колоною в складі 1000 осіб усіх родів військ, змусив противника зняти облогу з Сафаді, відбив міст Якова, опанував табором сина паші. Звідти Мюрат попрямував до Тіверії, який взяв під контроль. Йому дісталися багаті склади провізії, котрі дорівнювали 6-місячним потребам французької армії. Тим часом, генерал Жюно перебував у Назареті. Взявши 400 осіб, він попрямував назустріч туркам.
Пізніше, 11 квітня до нього приєднався генерал Клебер з 2500 чоловік. Авангард паші на той час збільшився до 7000 осіб. Клебер, зайнявши позицію на висотах Лубії, розбив супротивника.
Клебер зі своєю дивізією планував пройти між Йорданом і противником, відрізавши його від Дамаска та раптово атакувати турецький табір о другій ночі, про що й поінформував головнокомандувача Наполеона Бонапарта. Згідно з мемуарами Наполеона, отримавши повідомлення від Клебера, він наскрізь побачив недоліки цього плану (ворог у той час уже використовував іншу операційну лінію, місцевість була недостатньо досліджена, тому надія на можливість захопити противника зненацька була необґрунтованою). Небезпека, до якої могла потрапити дивізія Клебера, могла наразити на небезпеку всю французьку армію. У зв'язку з цим Наполеон вирішив негайно виступити (15 квітня о першій годині пополудні) на допомогу Клеберу, виділивши для цієї мети зі складу облогової армії дивізію Бона, всю кавалерію, яка перебувала в таборі та резервну батарею.

## Перебіг битви
16 квітня о 7:00 Клебер підійшов до табору противника. Несподіваний напад не вдався: Передові турецькі пости були знищені, але у таборі вдарили на сполох, і загін Клебера було оточено на схилі гори Фавор (Табор). Щоб відбити переважаючі сили турецької кавалерії, французи стали двома карами. Жорстока боротьба тривала майже цілий день. До 16:00 у французів почали закінчуватися боєприпаси, а Клебер наказав перебудуватися в колону для прориву.
У цей момент з Півночі з'явився Наполеон, котрий за добу пройшов 25 миль від Акри. Ездрилонська долина була закрита високою огорожею, що досягала 6 футів, тому Наполеон, побудувавши своїх солдатів у три полкові колони, вдалося тихо наблизитися до противника, відрізавши йому шлях відступу до Наблуса. Загін у 300 французів зненацька напав на турецький табір, розграбував його, захопив турецьких поранених і спалив їхні намети. Після одночасної атаки двох французьких загонів та їх об'єднання, турецька армія взялася до втечі.

## Наслідки
Турки втратили кілька тисяч убитими й утопленими в Йордані й кілька сотень полоненими. Упродовж усього дня (17 квітня) Клебер переслідував залишки Дамаської армії, захопивши значну здобич. Отже, ціною невеликих втрат загроза військам що брали в облогу Аскар була повністю усунена. У французів з'явилася реальна можливість захопити Дамаск (проте від цієї ідеї довелося відмовитися через нестачу сил).